# Tatsundo Fukuhara
Tatsundo Fukuhara (translitera del japonés 福原達人 ( 1962) es un botánico japonés; que trabaja académicamente en el "Departamento de Botánica", Facultad de Ciencias, Universidad de Kioto; especializándose en la familia Papaveraceae.

## Algunas publicaciones
- k. Horiuchi, kazuo Oginuma, tatsundo Fukuhara. 2001. Karymorphology of two genera in Stemonaceae. Acta phytotaxonomica et geobotanica 52 ( 1): 57-64 ISSN 0001-6799

- junichi Akimoto, tatsundo Fukuhara, kihachiro Kikuzawa. 1999. Sex Ratios and Genetic Variation in a Functionally Androdioecious Species, Schizopepon bryoniaefolius (Cucurbitaceae). American Journal of Botany 86 ( 6): 880-886 en línea

- magnus Lidén, tatsundo Fukuhara, johan Rylander, bengt Oxelman. 1997. Phylogeny and classification of Fumariaceae, with emphasis on Dicentra s. l., based on the plastid gene rps16 intron. Plant Systematics and Evolution 206 ( 1–4): 411–420 doi 10.1007/BF00987960

- tatsundo Fukuhara. 1995. Seed-coat anatomy in Fumariaceae-Fumarioideae. Bot. J. of the Linnean Soc. 119 ( 4): 323–365

- La abreviatura «Fukuhara» se emplea para indicar a Tatsundo Fukuhara como autoridad en la descripción y clasificación científica de los vegetales.[3]